# Chơn Thành
Chơn Thành là một thị xã thuộc tỉnh Bình Phước, Việt Nam.

## Địa lý
Thị xã Chơn Thành nằm ở phía tây nam tỉnh Bình Phước, cách trung tâm thành phố Đồng Xoài khoảng 35 km, cách thành phố Thủ Dầu Một, tỉnh Bình Dương khoảng 55 km và cách trung tâm Thành phố Hồ Chí Minh khoảng 80 km. Thị xã có vị trí địa lý:
- Phía đông giáp thành phố Đồng Xoài và huyện Đồng Phú
- Phía tây giáp huyện Dầu Tiếng, tỉnh Bình Dương
- Phía nam giáp hai huyện Bàu Bàng và Phú Giáo thuộc tỉnh Bình Dương
- Phía bắc giáp huyện Hớn Quản.

Thị xã có diện tích 390,34 km², dân số năm 2021 là 121.083 người, mật độ dân số đạt 310 người/km².

### Dân cư
Chơn Thành có tổng số dân hơn 75.047 nhân khẩu (năm 2017) mật độ khoảng 193 người/km².
Theo thống kê năm 2019, Chơn Thành có dân số là 91.026 người, trong đó thành thị là 19.560 người và nông thôn là 71.466 người.

### Địa hình
Chơn Thành có địa hình chuyển tiếp giữa bán bình nguyên, trung du sang đồng bằng, một số nơi có đất gợn sóng nhẹ, địa hình khá bằng phẳng, cao ở phía bắc, thấp thoải dần về nam và đông nam,trung bình toàn thị xã từ 50 m đến 55 m.
Chơn Thành có diện tích 38.357,8 ha. Phần lớn diện tích là đất xám trên phù sa cổ có địa hình thấp, chiếm hơn 87% tổng diện tích thị xã. Đất đỏ Bazan, đất dốc tụ và đất sông suối, ao hồ chiếm phần diện tích còn lại.

## Lịch sử
Truyện kể rằng: Thuở xưa Nguyễn Huệ xuôi nam tiến đánh Gia Định và quân Tây Sơn làm chủ đàng Trong. Nguyễn Huệ ra sức truy đuổi Nguyễn Ánh, làm cho Nguyễn Ánh phải bôn ba khắp mọi nơi. Một lần trong tình thế khó khăn khi chạy đến địa phận thị xã Chơn Thành ngày nay, Nguyễn Ánh đã được nhân dân địa phương giúp đỡ lương thực và che chở. Sau này khi lên ngôi, vua Gia Long nhớ ơn nên đã đặt tên cho vùng đất này là Chân Thành (sau này đọc trại thành Chơn Thành).
Quận Chơn Thành thuộc tỉnh Bình Long được thành lập theo Nghị định số 222 - BNV/NC/8/NĐ ngày 27 tháng 1 năm 1964 của Chính phủ Việt Nam Cộng hòa, từ 5 xã của quận An Lộc, đồng thời lập thêm 7 xã mới, tổng cộng có 12 xã.
Năm 1976, quận Chơn Thành trở thành huyện Chơn Thành thuộc tỉnh Sông Bé.
Năm 1977, huyện Chơn Thành cùng với 2 huyện Lộc Ninh và Hớn Quản nhập lại thành huyện Bình Long.
Năm 1996, Chơn Thành thuộc huyện Bình Long, tỉnh Bình Phước khi tỉnh này mới được tái lập. Trong đó phần đất thuộc huyện Chơn Thành cũ gồm các xã Minh Hòa, Minh Thạnh, Minh Tân, Trừ Văn Thố được chuyển giao cho huyện Bến Cát, tỉnh Bình Dương quản lý (nay là một phần các huyện Dầu Tiếng, Bàu Bàng).
Theo Nghị định số 17/2003/NĐ-CP ngày 20 tháng 2 năm 2003 của Chính phủ, huyện Chơn Thành được tái lập cơ sở tách từ huyện Bình Long, có 8 đơn vị hành chính trực thuộc, bao gồm thị trấn Chơn Thành và 7 xã: Minh Long, Minh Thành, Tân Quan, Nha Bích, Minh Lập, Minh Thắng, Minh Hưng.
Ngày 16 tháng 5 năm 2005, Chính phủ ban hành Nghị định 60/2005/NĐ-CP, thành lập xã Thành Tâm trên cơ sở tách ra từ thị trấn Chơn Thành.
Ngày 10 tháng 4 năm 2009, theo Nghị định số 14/NĐ-CP, xã Quang Minh được thành lập trên cơ sở tách ra từ xã Tân Quan.
Ngày 11 tháng 8 năm 2009, theo Nghị quyết số 35/NQ-CP về việc thành lập 2 thị xã Bình Long và Phước Long, xã Tân Quan được chuyển về huyện Bình Long, sau là huyện Hớn Quản quản lý.
Ngày 5 tháng 10 năm 2020, Bộ Xây dựng ban hành Quyết định số 1314/QĐ-BXD công nhận toàn bộ huyện Chơn Thành (gồm 1 thị trấn và 8 xã thuộc huyện Chơn Thành) là đô thị loại IV trực thuộc tỉnh Bình Phước.
Đến cuối năm 2021, huyện Chơn Thành có 9 đơn vị hành chính trực thuộc, bao gồm thị trấn Chơn Thành (huyện lỵ) và 8 xã: Minh Hưng, Minh Lập, Minh Long, Minh Thắng, Minh Thành, Nha Bích, Quang Minh, Thành Tâm.
Ngày 11 tháng 8 năm 2022, Ủy ban Thường vụ Quốc hội ban hành Nghị quyết số 570/NQ-UBTVQH15 về việc thành lập thị xã Chơn Thành và các phường thuộc thị xã Chơn Thành, tỉnh Bình Phước (nghị quyết có hiệu lực từ ngày 1 tháng 10 năm 2022). Theo đó:
- Thành lập thị xã Chơn Thành trên cơ sở toàn bộ 390,34 km² diện tích tự nhiên và 121.083 người của huyện Chơn Thành
- Thành lập phường Hưng Long trên cơ sở toàn bộ diện tích và dân số của thị trấn Chơn Thành
- Thành lập 4 phường: Minh Hưng, Minh Long, Minh Thành, Thành Tâm trên cơ sở toàn bộ diện tích và dân số của 4 xã có tên tương ứng.

Sau khi thành lập, thị xã Chơn Thành có 5 phường và 4 xã như hiện nay.

## Hành chính
Thị xã Chơn Thành có 9 đơn vị hành chính cấp xã trực thuộc, bao gồm 5 phường: Hưng Long, Minh Hưng, Minh Long, Minh Thành, Thành Tâm và 4 xã: Minh Lập, Minh Thắng, Nha Bích, Quang Minh.

## Kinh tế - xã hội

### Kinh tế
Chơn Thành có nhiều yếu tố thuận lợi nhất trong tỉnh để thu hút các nhà đầu tư trong và ngoài nước để phát triển mạnh công nghiệp - dịch vụ. Địa hình tương đối bằng phẳng với vị trí địa lý rất thuận lợi gần các trung tâm công nghiệp lớn có 2 tuyến đường huyết mạch là QL13 và QL14 rất thuận tiện cho việc giao thương vận chuyển hàng hóa, sắp tới khi thông tuyến đường Hồ Chí Minh sẽ kết nối các tỉnh khu vực miền Đông Nam Bộ, Tây Nguyên, vùng kinh tế trọng điểm phía Nam và Tây Nam Bộ rất nhanh chóng. Trong tương lại Chơn Thành còn có tuyến đường sắt Thành phố Hồ Chí Minh - cửa khẩu Hoa Lư chạy ngang địa bàn.

### Xã hội

#### Giáo dục
Các trường trung học phổ thông:
| TT | Tên trường                            | Năm thành lập | Địa chỉ          | Website |
| -- | ------------------------------------- | ------------- | ---------------- | ------- |
| 1  | Trường THPT Chơn Thành                |               | Phường Hưng Long |         |
| 2  | Trường THPT Chu Văn An                |               | Phường Hưng Long |         |
| 3  | Trường THCS và THPT Nguyễn Bỉnh Khiêm |               | Nha Bích         |         |
| 4  | Trường THCS và THPT Minh Hưng         |               | Minh Hưng        |         |

Các trường trung học cơ sở:
| TT | Tên trường                      | Năm thành lập | Địa chỉ          | Website |
| -- | ------------------------------- | ------------- | ---------------- | ------- |
| 1  | Trường TH & THCS Lương Thế Vinh |               | Phường Hưng Long |         |

Các trường tiểu học:
| TT | Tên trường                   | Năm thành lập | Địa chỉ          | Website |
| -- | ---------------------------- | ------------- | ---------------- | ------- |
| 1  | Trường Tiểu học Chơn Thành A |               | Phường Hưng Long |         |

## Văn hóa - Du lịch
Chơn Thành có lịch sử hình thành và phát triển từ lâu đời của tỉnh Bình Phước, có quá trình định cư của các cộng đồng dân cư từ khá sớm trong khoảng 200 năm. Chơn Thành có các ngôi mộ của dòng họ Lê, là thế hệ những người đã khai hoang lập ấp từ đầu thế kỷ XIX, Những ngôi mộ này được xây dựng từ những năm đầu thế kỷ XX bằng chất liệu đá ong được liên kết bằng vật liệu kết dính. Các công trình có quy mô khá lớn, kiến trúc độc đáo, có giá trị về mặt lịch sử và kiến trúc. Đây là ghi dấu quá trình khai hoang của người Kinh ở vùng đất Chơn Thành.
Tại Chơn Thành có lễ hội cúng đình ở đình thần Hưng Long (được tạo lập vào năm 1850) với hai lễ chính là Kỳ Yên và Cầu Bông.